# Michael Götte

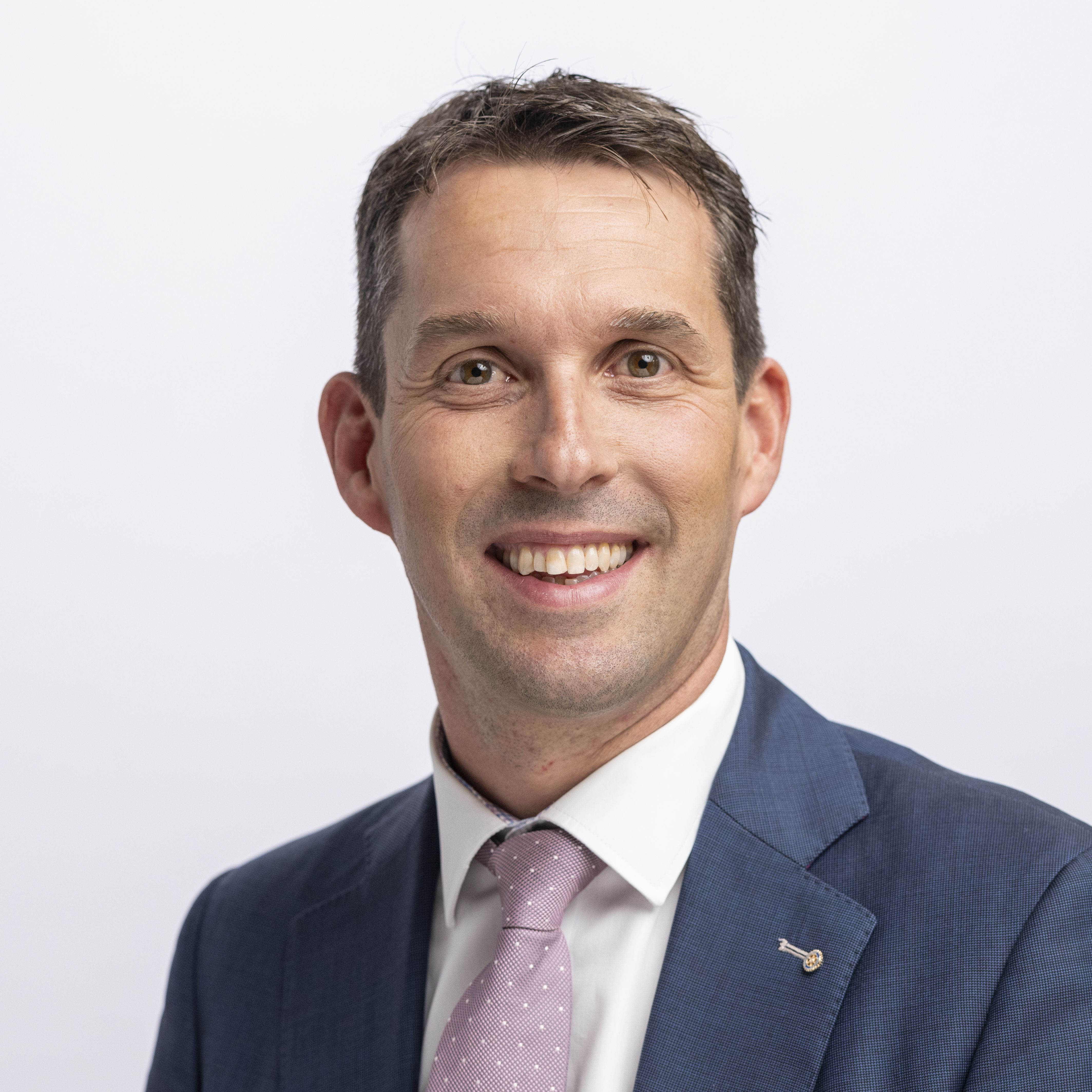
Michael Götte, 2023

Michael Götte (* 16. Juni 1979 in St. Gallen; heimatberechtigt in Wildhaus SG) ist ein Schweizer Politiker (SVP). Seit dem 30. Mai 2023 ist er Nationalrat.

## Biografie
Nach der obligatorischen Schulzeit absolvierte Götte die Verwaltungslehre und erlangte die Berufsmaturität. Er schloss Ausbildungen zum diplomierten Betriebswirtschafter HF und zum Executive Master FHO of Business Administration an der Fachhochschule St. Gallen ab. Beruflich ist er als Gemeindepräsident der Gemeinde Tübach tätig.
Götte war von 2003 bis 2023 Mitglied des St. Galler Kantonsrats. Von 2009 bis 2020 leitete er dort die SVP-Fraktion. Ausserdem ist er seit 2006 Gemeindepräsident von Tübach. Im Frühjahr 2012 unterlag er im zweiten Wahlgang der St. Galler Regierungsratswahlen knapp dem Sozialdemokraten Fredy Fässler. Bei den Schweizer Parlamentswahlen 2019 kandidierte für den Nationalrat und erreichte auf der Hauptliste der SVP den dritten Ersatzplatz. Im März 2020 kandidierte er ein zweites Mal für den St. Galler Regierungsrat.
Götte rückte am 30. Mai 2023 in den Nationalrat nach. Das Nachrücken erfolgte aufgrund der Wahl von Esther Friedli in den Ständerat, welche ihrerseits als Nationalrätin zurücktreten musste. Bei den Wahlen 2023 wurde er im Amt bestätigt. Dafür trat er als Kantonsrat zurück.
Götte wohnt in Tübach, ist verheiratet und hat drei Kinder. In der Schweizer Armee hat er den Grad des Oberst.